# Teofilacto Botaniates
Teofilacto Botaniates (en griego: Θεοφύλακτος Βοτανειάτης, romanizado: Theophylaktos Botaneiates) fue un general bizantino del siglo XI y gobernador de Tesalónica.

## Biografía
Teofilacto Botaniates solo es mencionado en la historia de Juan Escilitzes en el año 1014, durante las guerras del emperador Basilio II contra Bulgaria. En ese año, o poco antes, fue nombrado gobernador (dux) de Tesalónica como sucesor de David Arianita. En ese año, el emperador Basilio II estaba asaltando las posiciones búlgaras en el paso de Klyuch (Clidio). Para distraer su atención, el zar búlgaro Samuel envió un gran ejército al mando de Nestoritsa hacia Tesalónica. Botaniates y su hijo Miguel se encontraron con los búlgaros y los derrotaron en las cercanías de la ciudad, tras lo cual se unió al principal ejército imperial.
Después de la victoria bizantina en la subsiguiente batalla de Clidio, Botaniates fue enviado con un ejército para limpiar el área alrededor de Strumica. Llevó a cabo su misión con éxito, pero en su camino de regreso al campamento del emperador su ejército fue emboscado por los búlgaros y el propio Botaniates fue asesinado, ya sea por flechas y piedras, según el relato de Escilitzes, o atravesado por la lanza del hijo de Samuel, Gabriel Radomir, como se informa en una nota al margen del manuscrito original de Escilitzes. El hijo de Teofilacto, Miguel, no está atestiguado a partir de entonces, por lo que es posible que también haya perecido en la emboscada.
Según Escilitzes, la muerte de Botaniates junto a la mayoría de sus hombres desanimó enormemente a Basilio II, por lo que el emperador, a pesar de su victoria en Clidio, detuvo su campaña y regresó a su base, Mosinópolis. Fue solo después de llegar a Mosinópolis y enterarse de la muerte de Samuel que se dio la vuelta y continuó su campaña.